# Isis ochracea
Isis ochracea är en korallart som beskrevs av Carl von Linné 1758. Isis ochracea ingår i släktet Isis och familjen Isididae. Inga underarter finns listade i Catalogue of Life.